# Basdorf
Basdorf é uma povoação da Alemanha, no distrito de Barnim situada a cerca de eo quilómetros de Berlim.
No fim de 2003 contava com 4657 habitantes.
Aqui estava localizada a fábrica de motores de aviões Brandenburgischen Motorenwerken (Bramo), fornecedora da Luftwaffe e beneficiária do Serviço de trabalho obrigatório, onde trabalhou durante um ano o cantor francês Georges Brassens.